# Катастрофа Boeing 737 под Бишкеком
Катастрофа Boeing 737 под Бишкеком — крупная авиационная катастрофа самолёта Boeing 737-219 Advanced, произошедшая в воскресенье 24 августа 2008 года в районе международного аэропорта Манас. Boeing 737, принадлежавший компании Itek Air и арендованный иранской авиакомпанией Iran Aseman Airlines, выполнял чартерный рейс 6895 из Бишкека в Тегеран.

## Хронология событий
Хронология событий изложена в соответствии с заявлением министра транспорта и коммуникаций Кыргызстана Нурлана Сулайманова.
20:30 — вылет из аэропорта Манас согласно расписанию;

20:35 — экипаж запросил возврат в аэропорт вылета по технической причине;

20:44 — катастрофа самолёта.

## Причины катастрофы
В окончательном отчёте межгосударственного авиационного комитета по результатам расследования авиационного происшествия, в «Заключении» (пункт 3) указана следующая причина:

Причиной катастрофы самолёта Boeing 737-200 ЕХ-009 авиакомпании «Итек Эйр» явилось допущенное экипажем снижение самолёта ночью до высоты ниже минимальной высоты снижения при визуальном заходе на вынужденную посадку на аэродроме вылета из-за разгерметизации кабины (вероятно, вследствие «закусывания» уплотнения левой передней двери), что привело к столкновению самолёта с землёй, разрушению конструкции самолёта с последующим пожаром и гибелью людей.
Катастрофа явилась следствием сочетания следующих неблагоприятных факторов:
- невыполнение экипажем требований Инструкции по взаимодействию и технологии работы членов экипажа в полёте (Boeing 737—200 Standard Operating Procedures (SOP);
- невыполнение экипажем правил визуального захода на посадку в части сохранения постоянного визуального контакта с ВПП и/или её ориентирами и действий экипажа при потере визуального контакта с ВПП;
- потеря экипажем контроля за высотой полёта при выполнении манёвра для повторного захода на посадку (осуществление которого было обусловлено неправильной оценкой КВС положения самолёта относительно расчётной траектории снижения при принятии решения о визуальном заходе на посадку с прямой);
- невыполнение экипажем предписанных действий при срабатывании системы предупреждения о приближении земли TAWS.

Кроме того, в отчёте перечислены недостатки, выявленные в ходе расследования и подлежащие устранению. Рекомендации касаются приведения в соответствие со стандартами гражданской авиации документов, касающихся управления воздушного движения.

## Экипаж и пассажиры
Самолётом управлял опытный экипаж, состав которого был таким:
- Командир воздушного судна (КВС) — 54-летний Юрий Гончаров. Очень опытный пилот, налетал свыше 17000 часов, 2480 из них — на Boeing 737-800.
- Второй пилот — Тимофей Водолагин. Опытный пилот, налетал свыше 7260 часов, свыше 500 из них — на Boeing 737-800.
- Стюардессы:
  - Елена Кугушева,
  - Оксана Асяева,
  - Татьяна Рязанова.
- Авиамеханик — Сергей Беляев.
- Флайт-менеджер — Зарраби Дарбан Эхсан (сотрудник Iran Aseman AirLines).

На борту находились 83 пассажира и 7 членов экипажа. Оба пилота, 4 стюардессы и авиамеханик были из штата авиакомпании Itek Air, также в составе экипажа находился флайт-менеджер от авиакомпании Iran Aseman Airlines. Среди пассажиров находилась молодёжная сборная Кыргызстана по баскетболу, направлявшаяся в Тегеран для участия в соревнованиях.
Источник:
| Гражданство | Пассажиры | Экипаж | Всего | Выжило |
| ----------- | --------- | ------ | ----- | ------ |
| Иран        | 54        | 1      | 55    | 12     |
| Казахстан   | 3         |        | 3     |        |
| Кыргызстан  | 24        | 6      | 30    | 14     |
| КНР         | 1         |        | 1     |        |
| Турция      | 1         |        | 1     |        |
| Всего       | 83        | 7      | 90    | 26     |

26 августа 2008 года было объявлено в Кыргызстане днём траура по погибшим в авиакатастрофе. Все погибшие были опознаны, из них 12 человек опознаны родственниками в Бишкеке, остальные 52 жертвы авиакатастрофы были опознаны по результатам анализа ДНК в Иране.
Выжившие в катастрофе командир экипажа Юрий Гончаров и второй пилот Тимофей Водолагин были признаны виновными в нарушении правил безопасности полётов и приговорены к пяти годам заключения.

## Самолёт
Самолёт Boeing 737-219 Advanced с регистрационным номером EX-009 принадлежал киргизской авиакомпании Itek Air. Самолёт был выпущен в 1980 году, в мае 2008 года проходил полную техническую проверку.
Как и все авиакомпании Кыргызстана, Itek Air находится в «чёрном списке» ЕС — ей запрещены полёты над территорией Европейского союза.